# Terra da fonderia
La terra da fonderia è una terra che viene usata in fonderia per la preparazione delle forme transitorie, cioè dei contenitori entro cui viene colato il metallo fuso per la produzione di fusioni o getti. La qualità della terra con cui si forma la staffa è uno degli elementi più importanti per la buona riuscita dell’intero processo, infatti una terra non buona può causare scarti di interi lotti di fusioni.
È costituita da un impasto naturale o sintetico di sabbia silicea, di agglomerante (argilla, bentonite, cemento, silicato di sodio o di etile, resina, olio di lino, catrame, melasso, ecc.), di additivi e di acqua. I ruoli dei diversi componenti sono: 
- Sabbia silicea, è l’elemento che conferisce alla terra la resistenza alle alte temperature, le caratteristiche di una sabbia sono dati dalla forma e dimensione dei granelli (grani irregolari comportano elevata resistenza e bassa permeabilità, grani arrotondati comportano bassa resistenza e alta permeabilità.)
- Leganti, hanno il compito di garantire la coesione tra i granelli di sabbia e di resistere alla separazione delle particelle, consentendo la preparazione della forma
- Additivi, sostanze aggiunte alla terra con la funzione di modificarne alcune caratteristiche che potrebbero essere causa di difetti nel getto.

Le caratteristiche di una terra sono:
- plasticità e coesione: deve assumere correttamente la forma impressa dal modello e mantenerla durante la colata
- porosità o permeabilità: deve lasciarsi attraversare dai gas che si formano durante la colata, la permanenza dei gas all'interno della forma è pericoloso perché darebbe luogo a zone vuote, e il getto, di conseguenza, non sarebbe integro
- refrattarietà: deve resistere alle elevate temperature di colata
- sgretolabilità: deve essere in grado di rompersi facilmente dopo il raffreddamento del pezzo

Le terre debbono rispondere ai requisiti:
- della purezza in quanto le impurità pregiudicano le proprietà: l'ossido di ferro e l'ossido di alluminio diminuiscono la refrattarietà, i carbonati di calcio e magnesio ed i sali di potassio diminuiscono la coesione a caldo.
- dell'equilibrio contenuto dei componenti (silice, agglomerante, acqua) in quanto da questo dipende la refrattarietà, la resistenza, la permeabilità.

La terra di fonderia è molto usata nelle industrie, perché non è una lavorazione molto costosa
Le terre di fonderia possono essere riutilizzate reintegrando i componenti esauriti durante la colata, in particolare il legante e l’acqua. La terra viene trattata frantumando le zolle formate durante il processo di colata, eliminando i residui di legante e separando le polveri metalliche, ritornando così alla composizione originaria.
| Controllo di autorità | Thesaurus BNCF 46133 |